# Монторио неи Френтани
Монторио неи Френтани (итал. Montorio nei Frentani) је насеље у Италији у округу Кампобасо, региону Молизе.
Према процени из 2011. у насељу је живело 413 становника. Насеље се налази на надморској висини од 647 м.

## Становништво
| 1931. | 1936. | 1951. | 1961. | 1971. | 1981. | 1991. | 2001. | 2011. |
| ----- | ----- | ----- | ----- | ----- | ----- | ----- | ----- | ----- |
| 2.574 | 2.532 | 2.520 | 1.486 | 932   | 844   | 673   | 562   | 466   |